# Расинг (футбольный клуб, Безансон)
«Расинг Безансон» — французский футбольный клуб из Безансона, в настоящий момент выступает в пятом по силе дивизионе Франции. Основан в 1904 году, свои домашние матчи проводит на арене «Лео Лагранж», вмещающей 10 500 зрителей.

## История
Спортивный клуб был основан в 1904 году. Домашний стадион «Расинг Безансона» на 18 000 мест был построен в 1936 году и носит имя французского социалиста Лео Лагранжа.
Команда из Бургундия — Франш-Конте провела 41 сезон подряд в Лиге 2  (1945-1986). Ближе всего к выходу в высшую лигу клуб был в 1978 году, когда «Безансону» не хватило до первого места трех очков. Выступления на профессиональном уровне закончились в 1986 году, когда руководители клуба объявили о банкротстве.
Несколько сезонов «Расинг Безансон» участвовал в различных любительских чемпионатах. Клуб вернулся в Лигу 2 в 2003 году, после победы в Национальном чемпионате, третьем футбольном дивизионе Франции. Однако, надолго клуб там долго не задержался. Заняв 19-е место в чемпионате, клуб вылетел сначала в третью лигу, а затем в четвертую, позже - в пятую.

## Известные игроки
- Микаэль Исабей
- Давид Саже
- Бернар Лама
- Ромен Амума
- Надир Бельхадж
- Рышард Тарасевич

## Достижения
- Лига Насьональ: чемпион

2003
- Любительский чемпионат: чемпион

2009, 2011
- Лига Франш-Конте: чемпион

1939, 1954, 1963, 1985, 1988, 1993, 1996, 1997, 2002, 2014
- Лига Франш-Конте 2: чемпион

2013
- Кубок Чарльза Драго:

1962